# منتخب ساحل العاج لكرة السلة للسيدات
منتخب ساحل العاج لكرة السلة للسيدات (بالفرنسية: Équipe de Côte d'Ivoire de basket-ball féminin) هو ممثل ساحل العاج الرسمي في المنافسات الدولية في كرة السلة للسيدات.